# Saint-Romain-de-Jalionas
Saint-Romain-de-Jalionas – miejscowość i gmina we Francji, w regionie Owernia-Rodan-Alpy, w departamencie Isère.
Według danych na rok 1990 gminę zamieszkiwało 2461 osób, a gęstość zaludnienia wynosiła 180 osób/km² (wśród 2880 gmin regionu Rodan-Alpy Saint-Romain-de-Jalionas plasuje się na 357. miejscu pod względem liczby ludności, natomiast pod względem powierzchni na miejscu 865.).